# Асати, Чарльз
Чарльз Асати (род. 3 марта 1946, Кисии) — кенийский легкоатлет, который специализировался в беге на 400 метров. Серебряный призёр летних Олимпийских игр 1968 года и победитель летней Олимпиады 1972 года в составе эстафеты 4×400 метров. На Олимпиаде 1972 года занял 4-е место на дистанции 400 метров. Победитель Игр Содружества 1970 и 1974 годов и чемпион Всеафриканских игр 1973 года в беге на 400 метров.
Чемпион Восточной и Центральной Африки в беге на 200 метров в 1968, 1969 и 1976 годах, в беге на 400 метров в 1969 и 1975 годах.

## Личная жизнь
В настоящее время проживает в деревне Иринга, округ Нямира, провинция Ньянза. Курирует лёгкую атлетику в районе Манга, округ Нямира. Он является отцом 11 детей.